# Narcissus ×medioluteus
Hybride
Parent A  de l'hybridation 
  Narcissus poeticus 
×

Parent  B de l'hybridation 
  Narcissus tazetta 
Classification APG III (2009)
Le Narcisse à deux fleurs (Narcissus ×medioluteus) est une espèce hybride de plante de la famille des Amaryllidaceae (ou optionnellement de celle des Alliaceae, selon la classification phylogénétique utilisée).
C'est le premier narcisse connu de type poetaz, correspondant au croisement entre Narcissus poeticus (le Narcisse des poètes) et Narcissus tazetta (le Narcisse à bouquet).
Comme un de ses noms synonymes, Narcissus ×biflorus, l'indique, ce narcisse a généralement deux (voire une ou trois) fleurs par tige. Les fleurs odorantes de couleur crème (medioluteus) sont un peu plus petites que celles du Narcisse des poètes et leur couronne n'a pas le liséré rouge de celle de cette espèce.
Ce narcisse est endémique dans l'ouest et le sud-ouest de la France, où son origine sauvage n'est pas certaine. Il y est peut-être subspontané et naturalisé de longue date. Ce narcisse suranné était en effet cultivé dans les jardins d’antan. 
Le Narcisse à deux fleurs est, par ailleurs, naturalisé çà et là dans d’autres régions, notamment en Angleterre, au Portugal et autour de la mer méditerranée.
D’autres hybrides poetaz sont actuellement en culture, dont certains comme ‘Cheerfulness’ et ‘Bridal Crown’ qui sont à fleurs doubles.

## Synonymes
- Narcissus ×biflorus Curtis

## Galerie

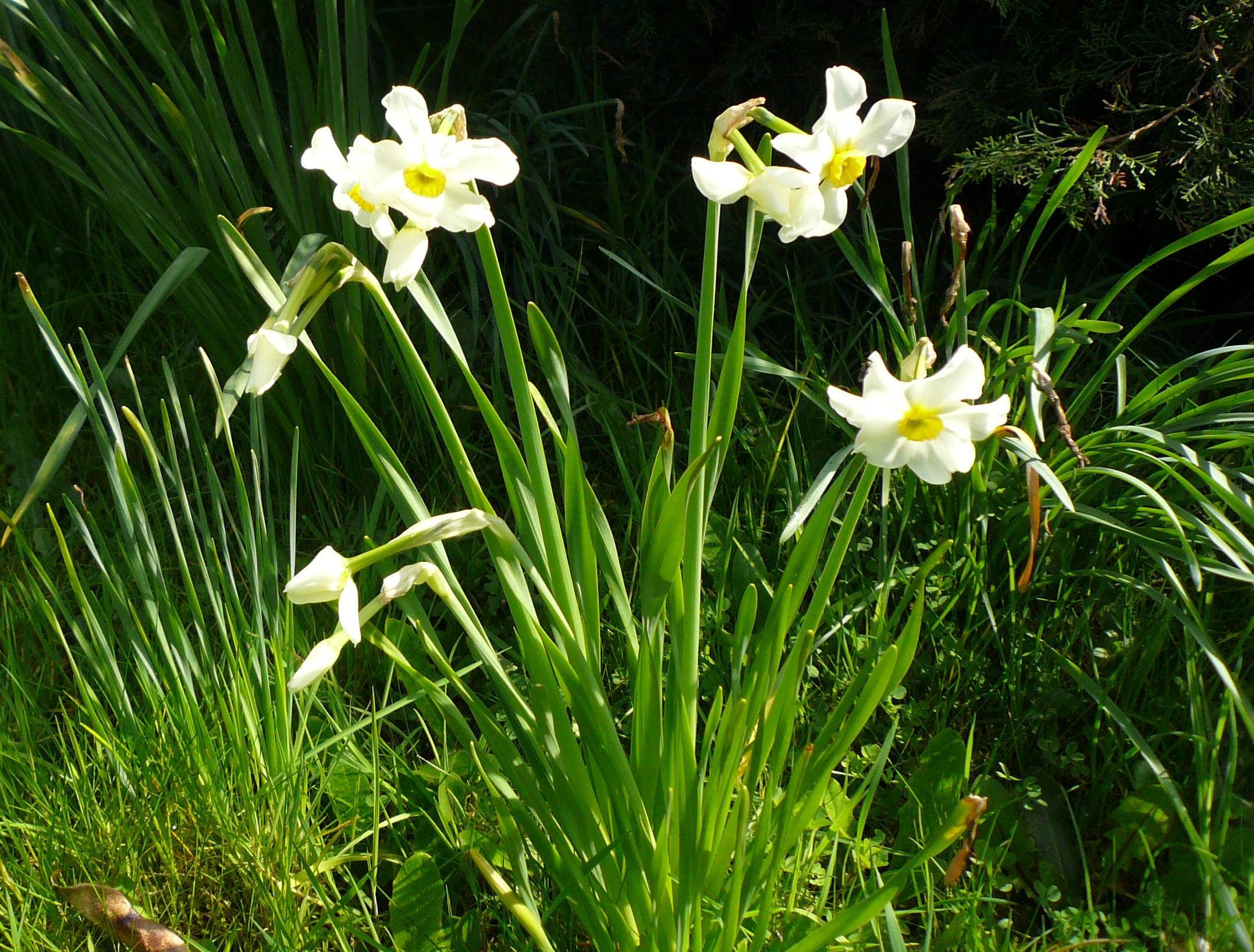
Groupe de Narcisses à deux fleurs.
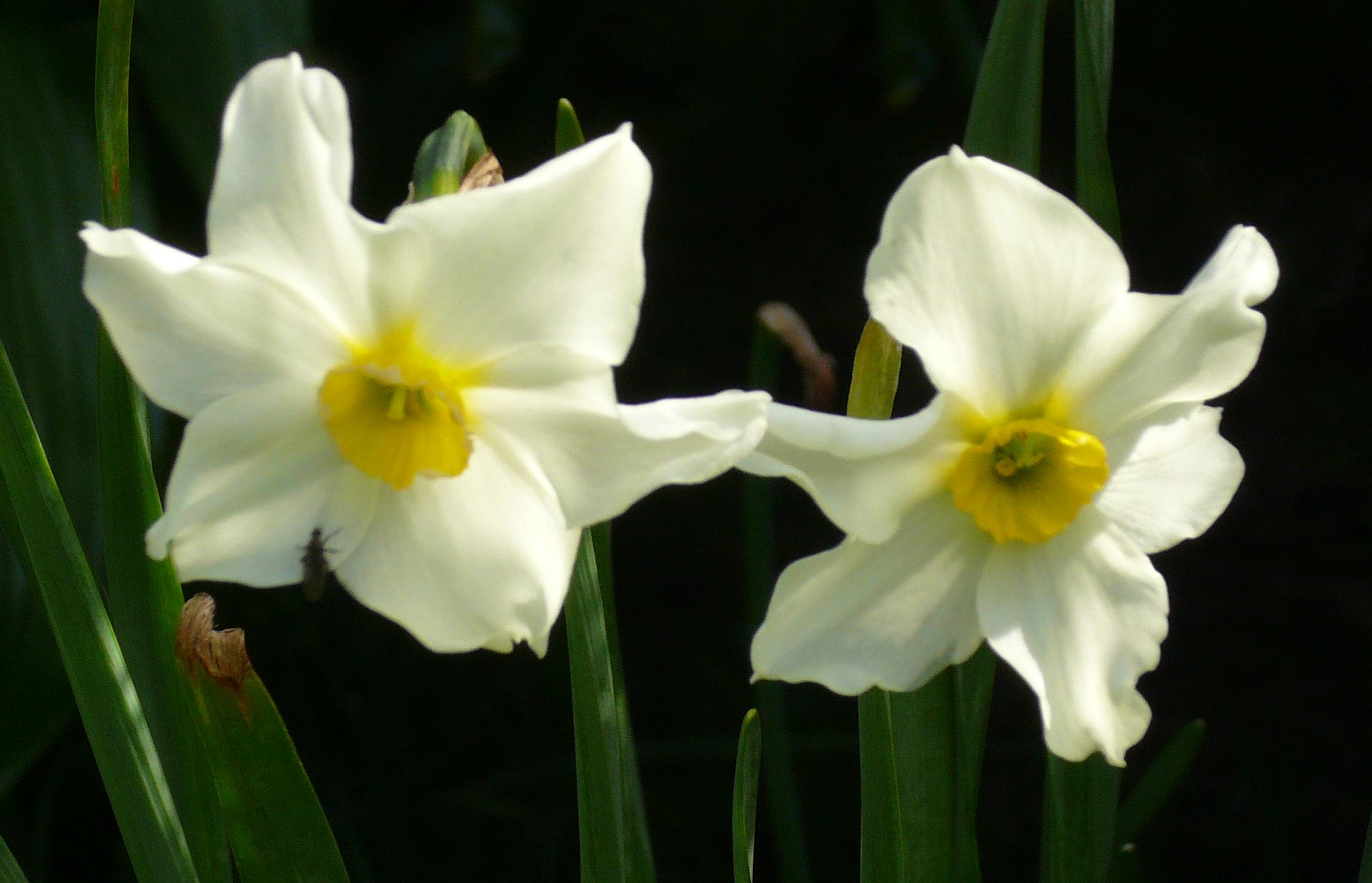
Exemplaires à une fleur.
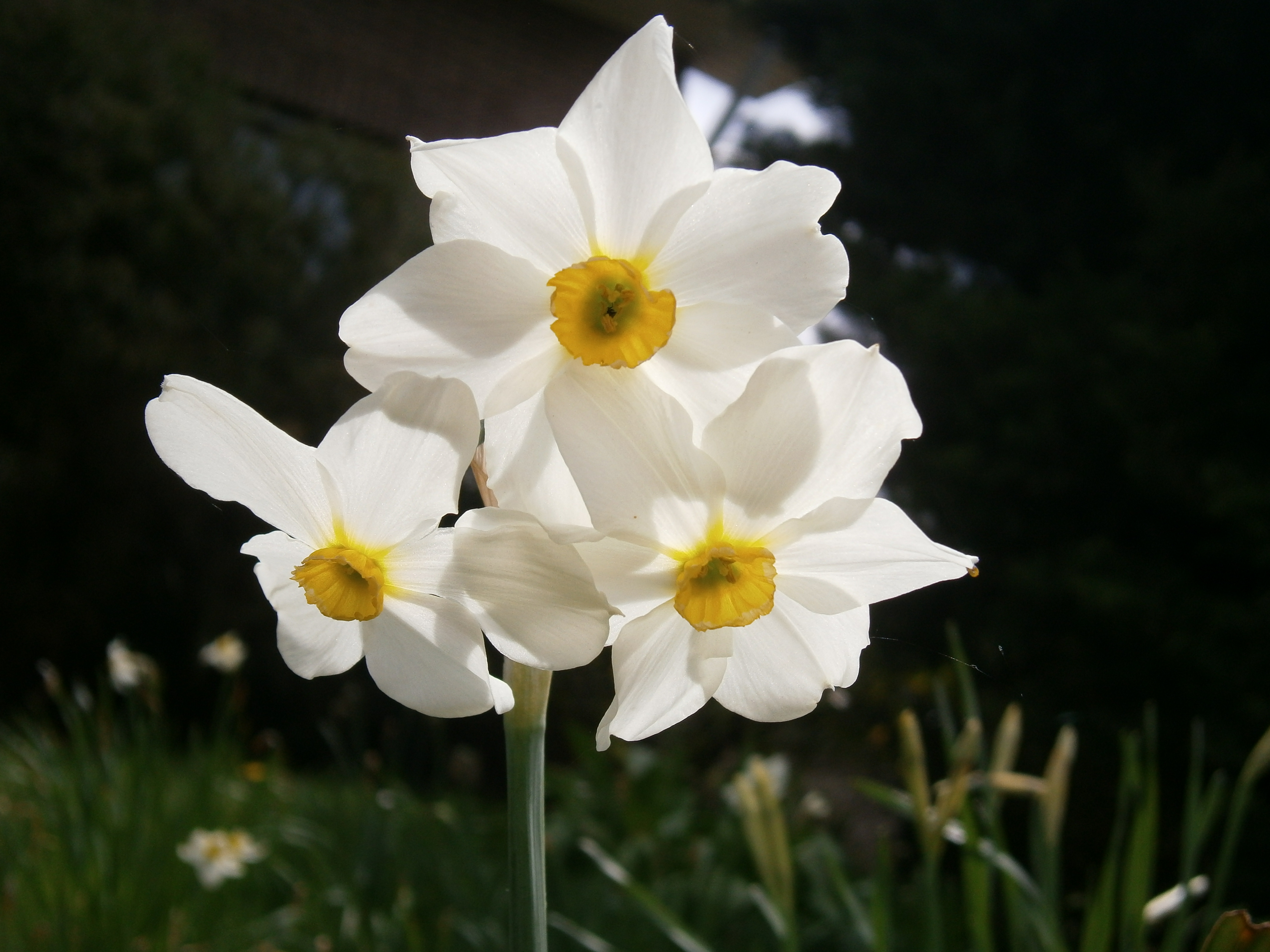
Exemplaire à trois fleurs.

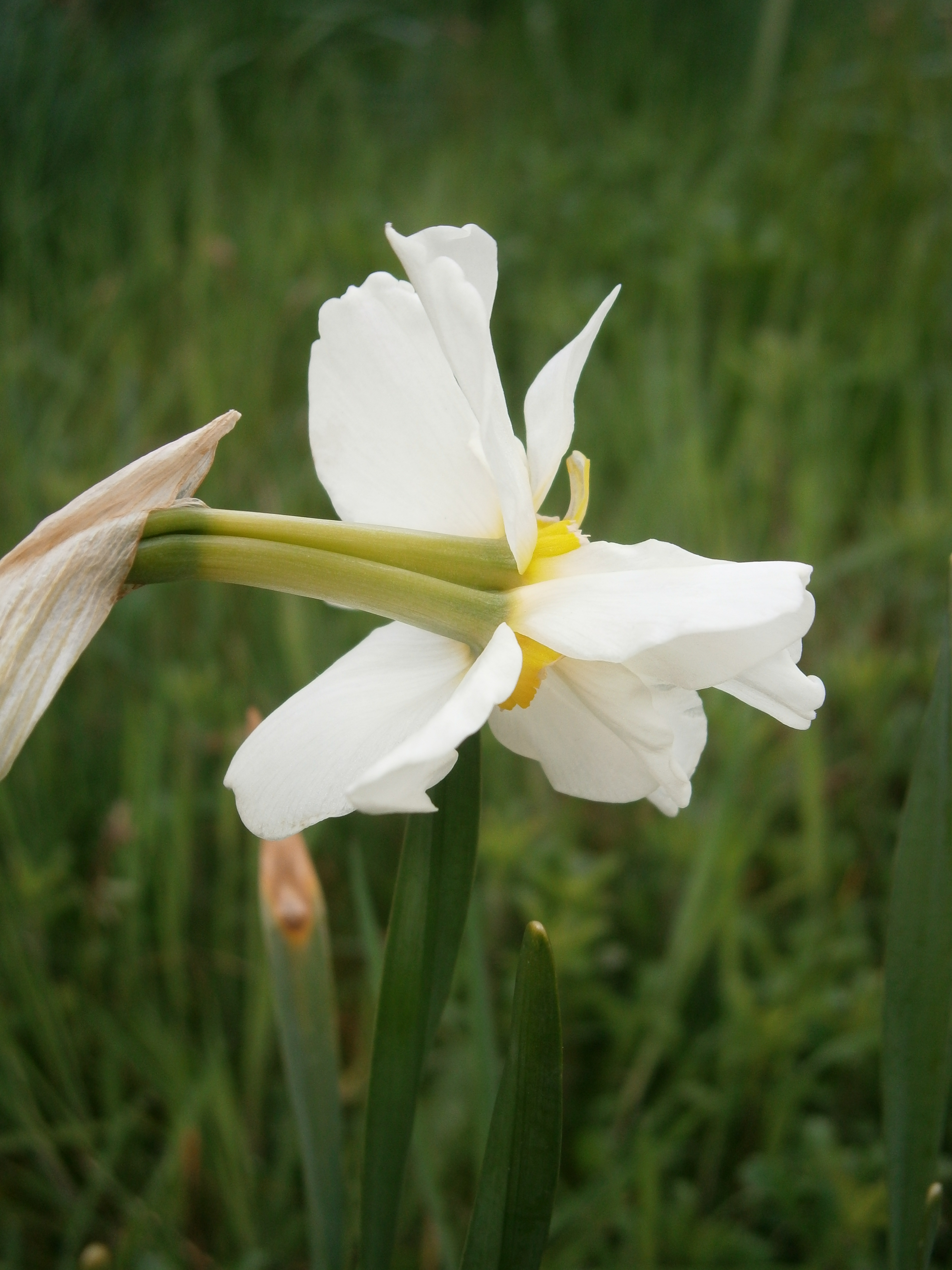
Exemplaire avec fasciation.
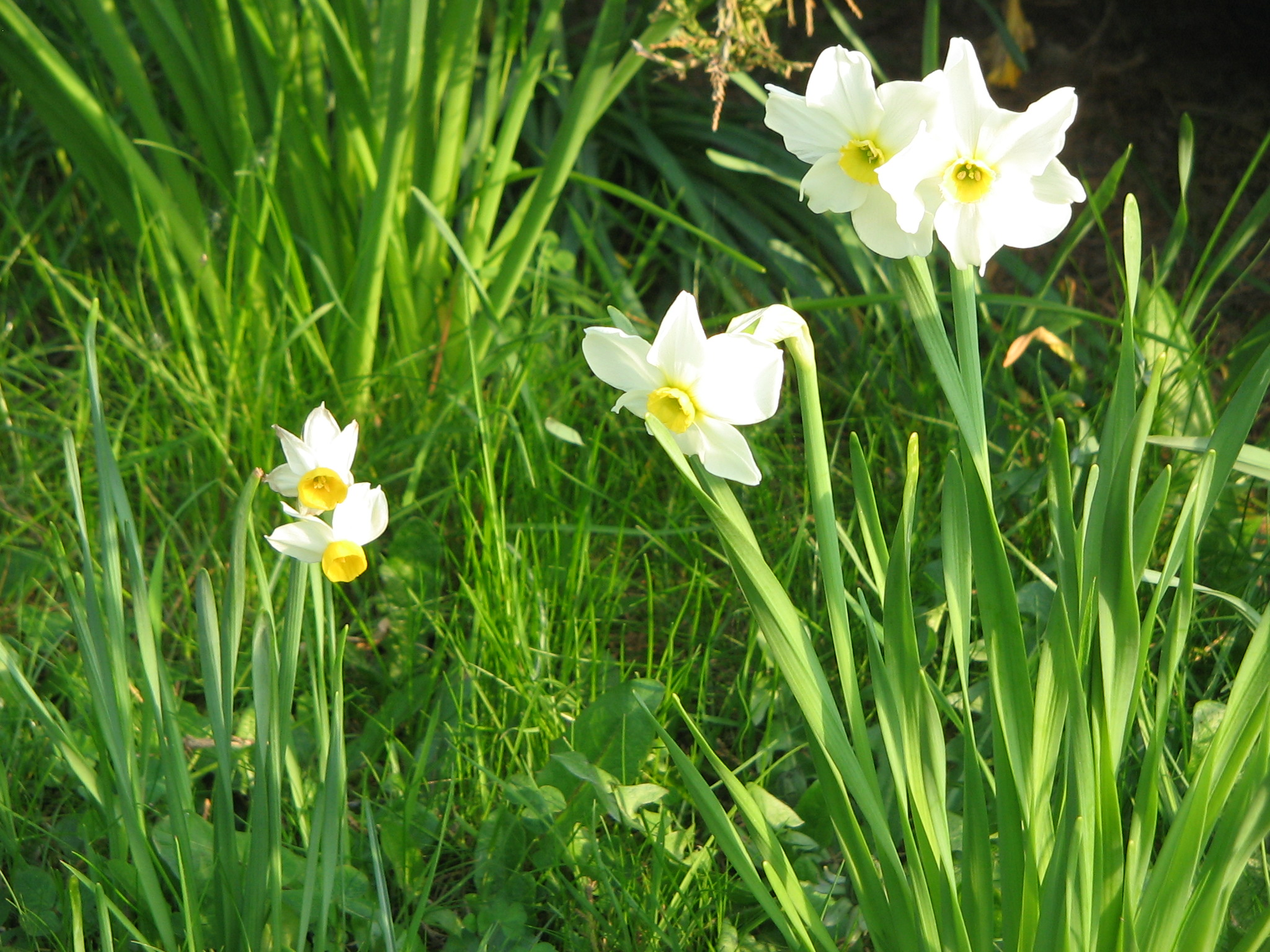
Narcissus tazetta subsp. italicus et Narcissus ×medioluteus.
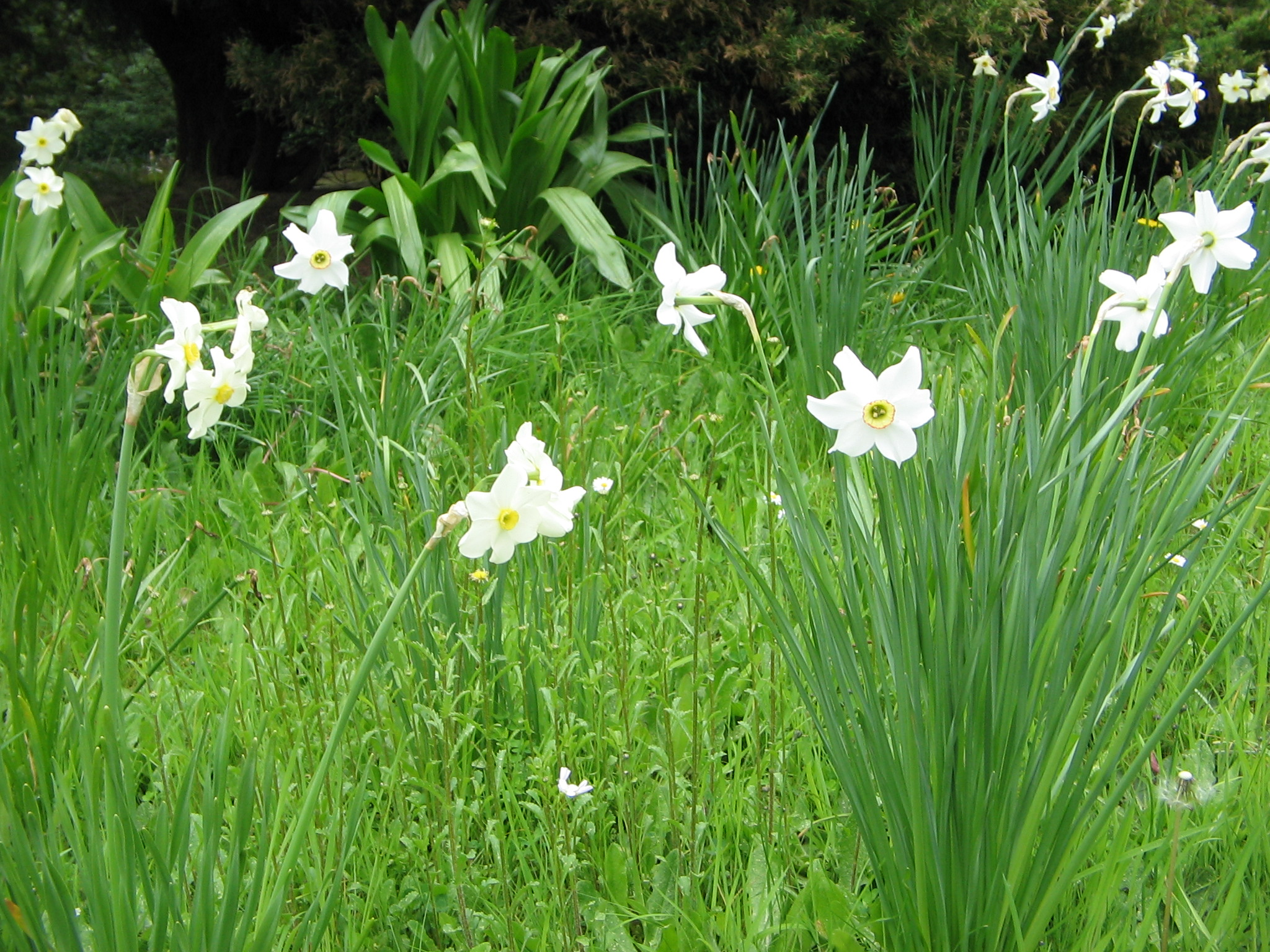
Narcissus ×medioluteus et Narcissus poeticus.